# Нервная ночь
«Нервная ночь» — сольный альбом Константина Кинчева, записанный с участием приглашённых музыкантов (Андрея Заблудовского и Алексея Мурашова из группы «Секрет» и Святослава Задерия из «Алисы»). Название соответствует времени, затраченному на запись альбома, а именно одной нервной ночи. Долгое время распространялся как магнитоальбом, а на CD был выпущен лишь в 1994-ом году «Moroz Records» в рамках полного издания всех альбомов «Алисы» с двумя бонус-треками, записанными во время акустического выступления «Алисы» в Перми (весна 1988 года).

## История записи
До 1984 года Константин Кинчев не имел определённой известности в музыкальных кругах. Он успел поиграть в местных московских рок-группах, таких как «Золотая середина», «Круг чёрной половины», «Третья фан-команда» и «Сломанный воздух». В 1983 году Кинчев собрал группу «Зона отдыха», которая исполняла только его песни. Музыканты даже записали целый магнитоальбом, который был утерян. Тем не менее, не дав ни одного концерта за всю свою недолгую историю, группа с названием «Зона отдыха» попадает в список запрещённых московских рок-групп и распадается.
Летом 1984 года Кинчев решает переехать из Москвы в Ленинград. Там он знакомится со звукорежиссёром Игорем «Панкером» Гудковым. Тот в свою очередь познакомил Кинчева с лидером группы «Зоопарк» Майком Науменко. После прослушивания он решил, что «это имеет право на существование».
После этого было решено записать репертуар в студии Ленинградского института театра, музыки и кинематографии (ЛГИТМиК). Константину Кинчеву помогли музыканты из группы «Секрет»: гитарист Андрей Заблудовский и барабанщик Алексей Мурашов. На бас-гитаре изначально должен был сыграть Майк Науменко, но в тот день, когда была запланирована запись, он сильно напился и не смог приехать. Науменко заменил тогдашний лидер группы «Алиса» Святослав Задерий.
Запись началась 21 июля 1984 года ровно в полночь. Всего за десять часов изнурительного труда было записано и сведено 9 композиций, по своему звучанию не похожих друг на друга. Несколько композиций («Пляж», «Мы держим путь в сторону леса», «Картонный дом», «Карантин») приобрели рок-н-ролльное звучание. Отчасти это получилось благодаря участию Заблудовского и Мурашова. Открывающая альбом песня «Доктор Франкенштейн» выдержана в стиле фанк, а «Эй, ты, там, на том берегу» — в регги.
В целом, сам Кинчев и остальные музыканты остались довольны проделанной работой.

Я давно пишу песни. И в свое время по рекомендации Майка, царствие ему небесное, огромное спасибо и поклон, попал к хорошему человеку — Панкеру Игорю Гудкову, у которого без репетиций, за одну ночь записал свой первый альбом. Честно говоря, перед записью никто из музыкантов понятия не имел, что это будет. Я просто расписал «гармошки» — ребята сели и сыграли. Запись велась на два магнитофона STM. Точнее говоря, сначала записывали барабан, бас и гитару на один STM, а потом перезаписывали все это на второй вместе с вокалом. Была клевая, хорошая, радостная ночь, много портвейна и на утро мы уставшие, пьяные и счастливые вышли из театрального института с готовой фонограммой. — Константин Кинчев
В течение следующих 10 лет альбом «Нервная ночь» распространялся только на магнитной ленте, но в 1994 году компания Moroz Records произвела цифровой ремастеринг альбома и выпустила его на CD. В качестве бонусов были добавлены песни «Вор и палач» и «Завтра может быть поздно» с концерта 30 марта 1988 года. Издание на CD отличается более быстрой скоростью записи и было подчищено: на некоторых песнях было добавлено затухание и обрезаны отрывки вступлении.

## Список композиций
Все песни написаны Константином Кинчевым
1. Доктор Франкенштейн
2. Пляж
3. Мы держим путь в сторону леса
4. Картонный дом
5. Карантин
6. Эй, ты, там, на том берегу
7. Манекен
8. Я вижу то, что вижу (Красная книга)
9. Плюс-минус

бонус-треки
1. Вор да палач
2. Завтра может быть поздно
3. Ветер перемен (live bonus)

Тексты песен «Картонный дом», «Эй, ты, там, на том берегу» и «Карантин» были написаны не раньше 1982 года.
Музыкальная часть песни «Завтра может быть поздно» заимствована из трека «First And Last And Always» группы «Sisters Of Mercy»

## Запись
- Запись, кроме (10, 11), сделана в студии ЛГИТМиКа 21 июля 1984 года с 12:00 до 02:00

Звукорежиссёр — Игорь «Панкер/Монозуб» Гудков
- Запись (10, 11) предоставлена «Радио Максимум — Пермь».

Звукорежиссёр Михаил Эйдельман
- МАГНИТОАЛЬБОМ

ЛГИТМиК
- CD

Moroz Records
Дизайн — П.Семёнов
Фото — Георгий Молитвин

## Музыканты
- Константин Кинчев — вокал, акустическая гитара (2-4,6-9)
- Андрей Заблудовский — гитара (1-9), бас (3)
- Святослав Задерий — бас-гитара (1,2,4-9)
- Алексей Мурашов — барабаны (1-9)